# هنري ريتشارد
هنري ريتشارد (بالفرنسية: Henry Richard )‏ (و. 1873 – 1943 م) هو ممثل، من فرنسا، ولد في مارسيليا، توفي في برلين، عن عمر يناهز 70 عاماً.

## وصلات خارجية
- هنري ريتشارد على موقع IMDb (الإنجليزية)
- هنري ريتشارد على موقع قاعدة بيانات الفيلم (الإنجليزية)
- هنري ريتشارد على موقع كينوبويسك (الروسية)